# Sela (gmina Kolašin)
Sela (cyr. Села) – wieś w Czarnogórze, w gminie Kolašin. W 2011 roku liczyła 49 mieszkańców.